# Friedhelm Konietzka
Friedhelm Konietzka (Lünen, 1938. augusztus 2. – Brunnen, 2012. március 12.) nyugatnémet válogatott német labdarúgó, csatár, edző.

## Pályafutása

### Klubcsapatokban
Konietzka labdarúgó-pályafutását a Borussia Dortmund csapatánál kezdte el. A Dortmundban 163 nyugatnémet bajnoki mérkőzésen 121 gólt szerzett; 1963-ban nyugatnémet bajnok, 1965-ben pedig kupagyőztes lett a csapattal. 1963. augusztus 24-én ő szerezte az újonnan alakult Bundesliga történetének legelső gólját a Werder Bremen elleni találkozó első percében. 1965 és 1967 között a szintén élvonalbeli TSV 1860 Münchenben futballozott, 1966-ban Bundesligát nyert a csapattal. Pályafutása során összesen 100 Bundesliga mérkőzésen lépett pályára, 72 gólt szerzett. 1971-ben a svájci Winterthur csapatától vonult vissza.

### A válogatottban
1962 és 1965 között kilenc mérkőzésen szerepelt a nyugatnémet válogatottban, három gólt szerzett.

### Edzőként
Konietzka edzőként számos német és svájci csapatot irányított. Legnagyobb sikereit az 1970-es évek közepén érte el az FC Zürich vezetőedzőjeként; 1973 és 1976 között egymás után háromszor lett svájci bajnok a csapattal, valamint 1977-ben egészen a bajnokcsapatok Európa-kupája elődöntőjéig vezette őket, ahol a későbbi győztes Liverpool csapata ejtette ki őket. 1982-ben bajnoki címet szerzett a Grasshopper csapatával is.

## Sikerei, díjai

### Játékosként
Borussia Dortmund
- Nyugatnémet bajnok: 1963
- Nyugatnémet kupagyőztes: 1964–65

 TSV 1860 München
- Bundesliga győztes: 1965–66

### Edzőként
FC Zürich
- Svájci bajnok: 1973–74, 1974–75, 1975–76

 Grasshopper
- Svájci bajnok: 1981–82